# 홈팟 미니
홈팟 미니(영어: HomePod mini)는 애플이 개발한 스마트 스피커이다. 홈팟 미니는 2020년 11월 16일에 출시되었다. 약 10cm(4인치) 크기의 구형이며, 현재는 단종된 애플의 홈팟의 더 작고 저렴한 버전으로 출시되었다.

## 개요
홈팟 미니는 애플 S5 시스템을 기반으로 하며, 애플 워치 시리즈 5와 SE에도 사용된다. 연속성 및 핸드오프 통합을 개선하고, 시리가 최대 6명의 음성을 인식하고 각 음성에 대한 응답을 개인화할 수 있도록 하며, 아이폰, 아이패드 및 애플워치에서도 사용할 수 있는 인터콤 기능을 추가하여 두 개 이상의 홈팟을 보유한 사용자가 서로 다른 방에서 통신할 수 있도록 한다.
홈팟 미니의 무선 기능은 802.11n 와이파이, 블루투스 5, 장치 근접성을 위한 초광대역 칩과 에어플레이 핸드오프를 포함한다. Connected Home over IP 작업 그룹에서 지원하는 스레드 네트워크 프로토콜을 지원한다. 분리 불가능한 USB-C 케이블이 있으며 20W 전원 어댑터가 함께 제공된다.
온도는 32~95 °F(0~35 °C), 상대습도는 5%~90%(결로하지 말 것), 고도는 최대 3000m까지 작동하도록 설계됐다. 애플이 예고하지 않은 온도·습도 센서를 탑재했다.
iOS 14 및 iPad를 실행하는 장치와 호환된다.tvOS 15는 애플 TV가 스테레오 쌍을 지원하는 스피커로 홈팟 미니를 사용할 수 있게 해준다.
2021년 10월 18일, 애플은 기존의 회색과 흰색 옵션을 파란색, 주황색, 노란색 버전으로 결합할 것이라고 발표했다. 새로운 색상은 바디 컬러의 옅은 색상의 틴트 터치 디스플레이가 적용되었으며, 브레이드 케이블도 그에 따라 색상이 지정되었다.